# Manuel Mendívil
Manuel Mendívil, född 24 augusti 1935 i Huatabampo i Sonora, död 15 augusti 2015, var en mexikansk ryttare.
Han tog OS-brons i lagtävlingen i fälttävlan i samband med de olympiska ridsporttävlingarna 1980 i Moskva.